# 鄔思道
邬思道（1687年—1736年），一名斯道，字王露，浙江绍兴人，紹興師爺。腿有残疾。好读书，屢試不中，因家贫，只得以游幕為生，寓居河南开封，河南巡抚田文镜慕名聘请邬入幕。李岳瑞《春冰室野乘》載（註：此為野史），鄔思道為田文鏡寫密摺參隆科多而「寵遇日隆」。後來田、鄔二人以事齟齬，鄔憤而辭去。「自此文鏡奏事，輒不當上意，數被譴責」。田又重金聘回鄔思道。雍正帝也曾在給田文鏡奏折寫“朕安好，邬先生安否？”

## 影视形象
- 电视剧《食为奴》蒋志光 饰 邬思道
- 電視劇《雍正王朝》李定保  飾  鄔思道

## 小说形象
- 二月河小说《康熙大帝》
- 二月河小说《雍正皇帝》